# Salu
SALU est un rappeur japonais né à Sapporo, Hokkaidō en 1988.

## Biographie
SALU grandit dans la Préfecture de Kanagawa. À 14 ans, il commence l'écriture de ses premiers textes. À 20 ans, il occupe le poste de gérant de restaurant de Rāmen à Singapour pendant un an.

## Discographie

### Albums
- 2012 : In My Shoes
- 2013 : In My Life
- 2014 : Comedy
- 2015 : The Calm
- 2016 : Good Morning et Say Hello to My Minions
- 2017 : Indigo

### Singles
- 2012 : I Gotta Go / Homeway 24 Go et Rebirth
- 2014 : Painkiller et Goodtime
- 2015 : Afuri
- 2016 : Tomorrowland et Hello Darlin
- 2017 : Rapsta
- 2018 : Good Vibes Only
- 2019 : Rap Game